# Heinrich von Schmitt
Johann Heinrich von Schmitt (* 1744 in Pest (Budapest); † 11. November 1805 bei Dürnstein (gefallen)) war ein österreichischer Feldmarschallleutnant und Chef des Generalquartiermeisterstabes (Generalstabes) 1796–1800 und 1805. Unter seiner Regie entstand ein Kartenwerk von Südwestdeutschland.

## Leben

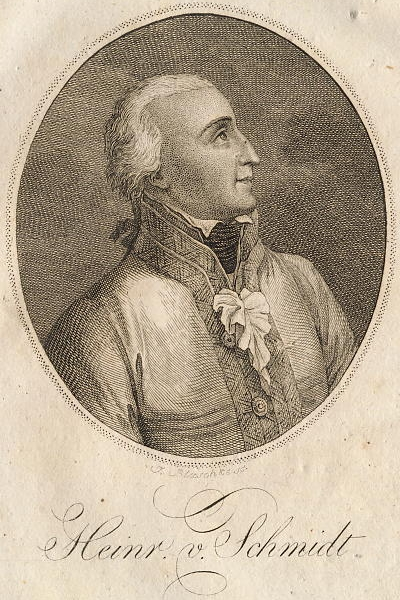
Heinr. v. Schmidt.

Nach dem frühen Tod seines Vaters, eines Rittmeisters, erhielt der Vierzehnjährige 1758 einen Stiftungsplatz in der Ingenieurschule in Wien. Am 15. November 1761 wurde er als Fähnrich zum Infanterieregiment 15 ausgemustert. Seine Tüchtigkeit bei der Mappierung in Böhmen und Mähren war der Anlass, dass er am 1. Februar 1769 als Oberleutnant dem Generalquartiermeisterstab zugeteilt wurde. 1778 wurde er Kapitänleutnant, 1788 Hauptmann. Sein tapferes Verhalten im Türkenkrieg, insbesondere bei der Erstürmung von Šabac am 23./24. April 1788, brachte ihm die Beförderung zum Major. Im folgenden Jahr zeichnete er sich bei der Belagerung Belgrads erneut aus und wurde 1790 Oberstleutnant. Ab 1791 zeigte er sich in den Niederlanden als tüchtiger Generalstabsoffizier und kluger Berater seiner Befehlshaber und wurde 1793 Oberst.
Unter seiner Leitung entstanden 1797/98 rund 200 Blätter der „Schmitt’schen Karte von Südwestdeutschland“ im Maßstab 1:57.600. Das Schmitt’sche Kartenwerk umfasst weite Teile der Rheingegend, aber auch Teile der Pfalz, von Bayern, Hessen-Nassau, Württemberg, Baden und Salzburg. Ein hoher Zeitdruck bei der Kartenanfertigung führte bei etlichen Blättern zu graphischen Ungenauigkeiten sowie extremen Verzerrungen und Maßstabsschwankungen (TORGE 2007: 76). Mitunter wurden auch Orte verwechselt oder wie Roßwag vergessen. Die handkolorierten Originalkarten werden im Kriegsarchiv Wien verwahrt.
Zu Beginn des Feldzugs von 1796 wurde er der Armee des Erzherzogs Karl am Niederrhein zugeteilt und, zum Generalquartiermeister ernannt. 1799 wurde er von Erzherzog Karl, dessen Vertrauen er sich erworben hatte, als Generalquartiermeister in das Hauptquartier der Armee in Deutschland berufen. Im Jahre 1800 wirkte er, zum Feldmarschallleutnant befördert, als Generalquartiermeister des Kommandanten der Armee in Deutschland, Feldzeugmeister Freiherr von Kray, mit dem er sich jedoch nicht verstand. Er ersuchte deshalb um die Versetzung in den Ruhestand, die ihm am 21. September 1800 bewilligt wurde.
Nach der Katastrophe von Ulm 1805 erklärte er sich bereit, sich wieder aktivieren zu lassen, trat im Spätherbst dieses Jahres den Dienst als Generalquartiermeister an und wurde dem Stab des russischen Generals Kutusow zugeteilt. Dessen Armee war soeben von den Truppen des Marschall Mortier auf den Raum Dürnstein zurückgedrängt worden. Schmitt erkannte, dass die vorgehenden Franzosen verabsäumt hatten, die flankierenden Höhen zu sichern und schlug vor, diesen Fehler sofort auszunützen. Auf seinen Rat hin wurde beschlossen, am 11. November bei Tagesanbruch durch General Miloradowitsch bei Dürnstein einen Frontalangriff durchzuführen, während General Dochturow mit einer Kolonne von 9.000 Mann unter Schmitts Führung nach einem nächtlichen Umgehungsmarsch von Krems über Egelsee, Scheibenhof und Resch den Franzosen in den Rücken fallen sollte.
Die Durchführung des Planes gelang nicht reibungslos. Denn es kostete Schmitt große Mühe, die Ängstlichkeit und Schwerfälligkeit Dochturows zu überwinden, wodurch sich dessen Flankenmarsch stark verzögerte. Der dadurch zunächst alleingelassene Miloradowitsch konnte sich nur mit Mühe der heftigen Gegenangriffe der Franzosen erwehren. Erst gegen Abend und nach wiederholten Auseinandersetzungen zwischen Schmitt und Dochturow drang die Kolonne durch das nur schwach besetzte Dürnstein gegen Loiben vor und kam Mortier in den Rücken. Nun erst wurde dessen Korps zersprengt und der Marschall entging nur mit knapper Not der Gefangenschaft. Während der letzten, schon in der Dunkelheit geführten Kämpfe kam es auf russischer Seite zu einem kurzen Durcheinander. Während einer wilden Schießerei wurde Schmitt von vier – offenbar russischen – Kugeln tödlich getroffen.